# Słupia Kapitulna
Słupia Kapitulna – wieś w Polsce położona w województwie wielkopolskim, w powiecie rawickim, w gminie Rawicz.

## Podział
| SIMC    | Nazwa    | Rodzaj    |
| ------- | -------- | --------- |
| 0375906 | Zapłocie | część wsi |

## Historia
Wieś pierwotnie związana była z Wielkopolską. Ma metrykę średniowieczną i istnieje co najmniej od XIV wieku. Po raz pierwszy wymieniana w dokumencie z 1310 jako Slup, 1354 Slup, 1426 Slupy, 1510 Slupya, 1580 Słupia.
Okolice wsi były jednak zasiedlone wcześniej niż zachowane historyczne zapisy. Około 500 metrów na południowy wschód od Słupi odkryto ślady osadnictwa z IX wieku, a około kilometra na północny wschód od wsi naczynie gliniane z przełomu X i XI wieku.
W 1310 książę głogowski i wielkopolski Henryk III głogowski ustanowił w Poniecu dystrykt prowincjonalny, w którego granicach znalazło się m.in. Słupia. W 1530 miejscowość należała do powiatu kościańskiego Korony Królestwa Polskiego. Od 1426 była siedzibą własnej parafii. W 1510 należała do parafii Czesram w dekanacie Śrem.
Miejscowość była wsią duchowną, czyli należącą do duchowieństwa. Własność kapituły katedry gnieźnieńskiej. W 1357 król polski Kazimierz III Wielki potwierdził posiadłości kapituły katedralnej gnieźnieńskiej, w tym także wsi Słupia. W 1369 arcybiskup gnieźnieński Jarosław z Bogorii i Skotnik na prośbę opatrznych braci Michała, Jakuba i Stanisława pochodzących z wsi Słupią należącego do uposażenia kustodii gnieźnieńskiej odnowił przywilej sołołecki. Przy okazji opisano należące do sołectwa pożytki: 4 łany wolne, 4 ogrody, karczmę, jatka chlebowa, jatka mięsna, kowal, 1/3 opłat sądowej. Mieszkańcy wsi Słupi, która lokowanana była już wówczas na prawie średzkim płacili na św. Marcina przypadające 11 listopada od każdego łanu z tytułu czynszu oraz dziesięciny małdrat trojakiego rodzaju zboża, czyli po korcu żyta, pszenicy i owsa oraz po jednym wiardunku w monecie obiegowej. Sołtys ma wobec kustosza miał takie same powinności, jak sołtysi w innym wsiach kapituły gnieźnieńskiej.
Wieś odnotowała Kronika Janka z Czarnkowa. W 1383 podczas wojny domowej w Wielkopolsce jaka nastąpiła po śmierci króla Węgier oraz Korony Królestwa Polskiego Ludwika Węgierskiego starosta generalny Wielkopolski Peregryn z Węgleszyna spustoszył dobra kościelne, w tym m.in. Słupię oraz Pępowo należące do kustodii katedry gnieźnieńskiej.
W 1510 we wsi odnotowano 10 łanów osiadłych oraz 20 łanów opuszczonych. W 1530 miał miejsce pobór od 7 łanów, a trzy łany uległy spaleniu. W 1566 pobrano podatki ze Słupi wsi kusztosza gnieźnieńskiego Klemensa Rudnickiego, który zapłacił je od 12,5 łanów kmiecych, 2 łanów sołtysich, 3 zagrodników, 6 komorników. W 1580 miał miejsce pobór od 19 łanów, 4 zagrodników, 8 komorników. W latach 1581–1582 płatnikiem poboru podatkowego we wsi był kustosz kapituły gnieźnieńskiej.
Wieś duchowna Słupia, własność kapituły katedralnej gnieźnieńskiej, pod koniec XVI wieku leżała w powiecie kościańskim województwa poznańskiego w Rzeczypospolitej Obojga Narodów.
W wyniku II rozbioru Rzeczypospolitej w 1793, miejscowość przeszła w posiadanie Prus i jak cała Wielkopolska znalazła się w zaborze pruskim. W okresie Wielkiego Księstwa Poznańskiego (1815-1848) miejscowość wzmiankowana jako Słupia należała do wsi większych w ówczesnym pruskim powiecie Kröben (krobskim) w rejencji poznańskiej. Słupia należała do okręgu sarnowskiego tego powiatu i stanowiła odrębny majątek, którego właścicielami byli wówczas (1846) chłopi. Według spisu urzędowego z 1837 roku Słupia liczyła 604 mieszkańców, którzy zamieszkiwali 91 dymów (domostw).
W latach 1975–1998 miejscowość administracyjnie należała do województwa leszczyńskiego.
Publikacja z 1964 roku podaje, że Słupia Kapitulna jest jedną z miejscowości występowania grupy Hazaków.